# 費奧多爾·費奧多羅維奇·烏沙科夫
費奧多爾·費奧多羅維奇·烏沙科夫（俄语：Фёдор Фёдорович Ушако́в， 1744年2月24日［儒略曆2月13日］——1817年10月14日［儒略曆10月2日］）帝俄皇家海軍上將和俄羅斯帝國十八世紀最傑出的海軍指揮官。

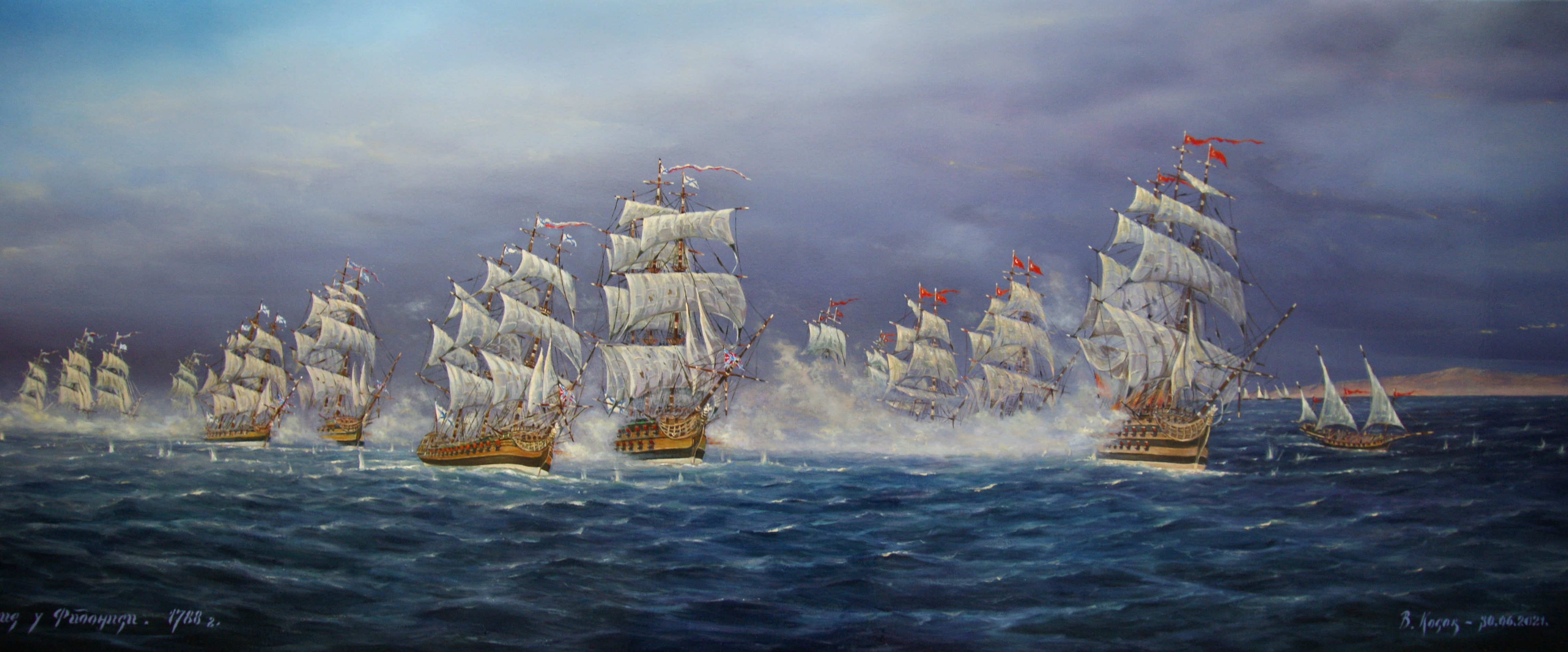
Сражение у Фидониси. холст,масло. Владимир Косов 2021 г.

## 生平與海軍生涯
烏沙科夫出生在雅羅斯拉夫爾省的Burnakovo，他的家庭是一個不太大的貴族家庭。1761年1月15日，烏沙科夫在京師聖彼得堡報名加入了俄羅斯帝國皇家海軍。接受訓練后，烏沙科夫進入波羅的海艦隊的一艘戰艦上服役。1768年烏沙科夫調任至亞速海艦隊所屬塔甘羅格港，并參加了1768年—1774年的俄土戰爭。在戰爭中，烏沙科夫指揮了葉卡捷琳娜大帝陛下為自己而造的戰艦，戰後，烏沙科夫在地中海保護了俄國商船免受英國私掠船的襲擊。
在克里米亚被俄羅斯帝國吞併后，烏沙科夫親自監督建造塞瓦斯托波爾海軍基地和赫爾松港口。在1787—1792年的俄土戰爭中，烏沙科夫在費多尼斯（Fidonisi，1788年7月14日），刻赤（Battle of Kerch Strait，1790年7月19日）、坦德拉（Battle of Tendra，1790年9月8日—9日）和卡裡阿克拉（Battle of Cape Kaliakra，1791年8月11日）各地均大敗鄂圖曼海軍。在這些戰鬥中，烏沙科夫成功的示範了他革新的海軍戰術學說。
1799年，烏沙科夫晋升為海軍上將，並被派遣去支援蘇沃洛夫元帥在意大利的戰事。在這次遠征中，烏沙科夫從法軍手中奪回了希臘七島共和國，該島雖然名義上作為奧斯曼帝國的附庸國，但實際上受俄軍保護。烏沙科夫清除了科孚島和整個伊奧尼亞群島的法軍。稍後他的艦隊封鎖了法軍在意大利的基地，尤其是熱那亞和安科納，并成功地襲擊了那不勒斯和羅馬。
俄羅斯帝國皇帝保羅一世鑒於他身為醫院騎士團大團長的地位，命令烏沙科夫向馬爾他進發，此時的馬爾他落入法國人手中而英國艦隊卻坐視不救。英國海軍中將納爾遜無法忍受他將要遵從烏沙科夫指揮的事實（烏沙科夫在海軍軍銜上高於納爾遜，烏沙科夫是Full Admiral），反而建議俄國艦隊應該被派遣去埃及。
兩位指揮官之間的衝突由於烏沙科夫被召回俄國而被阻止，然而新皇亞歷山大一世卻忘卻了烏沙科夫的累累戰功。烏沙科夫在1807年辭去了海軍指揮官，並被朝廷撤回莫爾多瓦（俄國境內的莫爾多瓦地區，不是黑海邊的摩爾多瓦/摩爾達維亞）。在1812年衛國戰爭中，烏沙科夫請求成為地方民團的指揮官但卻被朝廷否決。

## 戰術
烏沙科夫海戰戰術的特色在於統一行軍和戰鬥命令，在沒有進入戰鬥序列的情況下與過於臨近的敵軍議和，集中火力攻擊敵軍的旗艦，保留并優化分配炮擊的目標和策略相結合，追擊潰逃敵軍至全軍覆沒或者俘虜其所有戰艦。烏沙科夫認為國家應重視海軍事業并積極培養海軍職員，基於此相同的觀點，烏沙科夫支持全俄軍隊大元帥蘇沃洛夫對於軍官和水手訓練的觀念。烏沙科夫的革新是自從海軍採取線列作戰方式后第一次對海軍戰術相當成功的發展。

## 紀念
1944年3月3日，蘇聯最高蘇維埃主席團設立了烏沙科夫勳章，在蘇聯解體后這個勳章被保留了下來，這是俄羅斯聯邦最高等級的軍事獎勵。除了烏沙科夫勳章（Order of Ushakov），還有烏沙科夫獎章（Ushakov Medal）以及包括基洛夫级导弹巡洋舰首舰等數艘戰艦以海軍上將烏沙科夫的名字命名。俄羅斯聯邦波羅的海艦隊建立在加里寧格勒的基地同樣以烏沙科夫的名字命名。一顆1978年被蘇聯天文學家柳德米拉·伊萬諾夫娜·切爾內赫發現的小行星3010也以烏沙科夫的名字命名。

## 封圣
俄羅斯東正教會在2000年將烏沙科夫封為俄國海軍的主保聖人。烏沙科夫在莫爾多瓦的遺物被重新保護起來。烏沙科夫在2005年被俄國東正教牧首阿列克謝二世宣佈為俄羅斯戰略轟炸機的主保聖人。

## 評價
烏沙科夫無疑是帝俄皇家海軍上將之首，他對於海軍的革新、重視和諸多見解以及未嘗一敗的戰績使他被奉為俄國海軍的軍魂，在他之後的俄國海軍將領諸如謝尼亞溫、納西莫夫等都或多或少的宣稱出自其門下，2000年后俄羅斯東正教會近乎荒謬的將其封為保護神的行為多多少少體現了俄國人對於上將的追思，尤其是晚年的烏沙科夫受到的待遇極不公正，亞歷山大一世幾乎忘卻他的任何功勞。